# أريكويبا-أنتوفالا

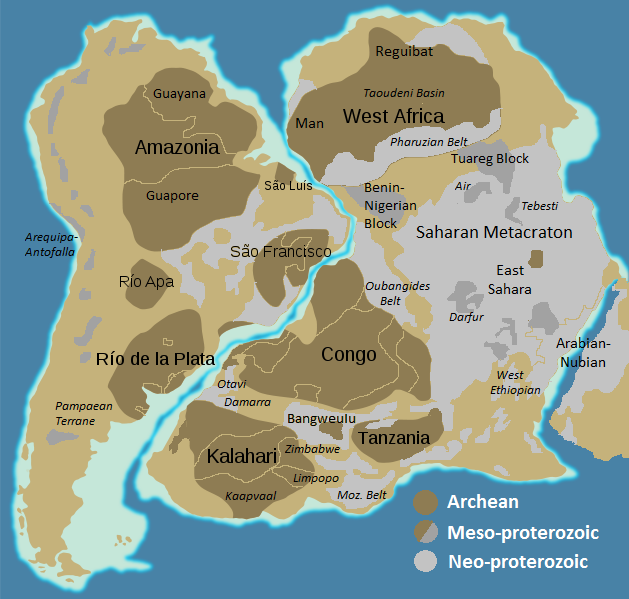

أريكويبا-أنتوفالا هي وحدة قاعدية تقع أسفل جبال الأنديز الوسطى في شمال غرب الأرجنتين وغرب بوليفيا وشمال التشيلي وجنوب بيرو. من الناحية الجيولوجية، تتوافق مع الكراتون أو التيران أو الكتلة من القشرة القارية . اصطدمتأريكويبا-أنتوفالا و تراكمت مع الكراتون الأمازوني حوالي 1000 مليون سنة مضت فس فترة حركة تكون جبال سانساس.  باعتبار أريكويبا-أنتوفالا كتيران كانت على شكل شريط خلال حقبة الحياة القديمة، في وقت كان يحدها من الغرب محيط ابتوس ومن الشرق محيط بونكوفيسان. 